# 陽翟郡
陽翟郡，中國西晉時設置的郡，後廢。
《太平寰宇記》卷5〈河南道·密縣〉記載「晉太始二年（266年）分河南置陽翟郡，以密縣屬焉」，領縣據文獻記載僅有密縣，但據郡名，陽翟縣可能也屬於該郡所領。學者孔祥軍據《元和志》、《輿地廣記》皆言陽翟郡後魏置，認為此郡似旋置旋廢。（孔祥軍《晉書地理志校注》第15頁注釋1）
東魏興和元年（539年）再次設置陽翟郡，郡治在陽翟縣（今河南省禹州市區），領陽翟、黃台（與陽翟郡同時設置）2縣，屬鄭州管轄。（《魏書·地形志》）北齊、北周沿襲不變。隋朝開皇三年（583年）廢郡，併入伊州（《隋書·地理志》）。